# Wright R-975
Wright R-975 Whirlwind ist eine Baureihe von luftgekühlten Neunzylindersternmotoren für Flugzeuge, die von der Sparte Wright Aeronautical des US-amerikanischen Unternehmens Curtiss-Wright gebaut wurde. Die Motoren haben einen Hubraum von rund sechzehn Litern und Leistungen zwischen 300 PS (221 kW) und 450 PS (331 kW). Sie sind die größten, in Serie gebauten Modelle der Motorenfamilie Wright Whirlwind und wurden am zahlreichsten gebaut.
Während des Zweiten Weltkriegs baute Continental Motors den R-975 in Lizenz als Antrieb für die Panzer der Alliierten und andere gepanzerte Fahrzeuge. Für diesen Zweck wurden tausende Einheiten hergestellt, was den Einsatz des R-975 in der Luftfahrt praktisch in der Bedeutungslosigkeit versinken ließ und von dem ähnlichen Pratt & Whitney R-985 in den Schatten gestellt wurde. Nach dem Krieg baute Continental bis in die 1950er Jahre seine eigene Version des R-975. Manche dieser Triebwerke leisteten bis zu 550 PS (405 kW).
Der R-975 wurde als Triebwerk für den US-amerikanischen Jagdpanzer M18 Hellcat im Zweiten Weltkrieg eingesetzt. Der M18 war das schnellste gepanzerte Kettenfahrzeug bis zur Einführung des turbinengetriebenen M1 Abrams in den 1980er Jahren.

## Konstruktion und Entwicklung
Wright führte die J-6-Whirlwind-Familie 1928 als Nachfolger der Neunzylinderbaureihe R-790 ein. Sie bestand aus Motoren mit fünf, sieben und neun Zylindern. Das Neunzylindermodell wurde ursprünglich als J-6 Whirlwind Nine oder kurz J-6-9 bezeichnet. Die US-Regierung gab ihm jedoch die Bezeichnung R-975. Wright übernahm später diese Bezeichnung.
Wie alle Modelle der Baureihe J-6 Whirlwind hatte auch der R-975 größere Zylinder als der R-790. Der Hub von 140 Millimetern blieb unverändert, aber die Bohrung wurde von 114 Millimetern auf 127 Millimetern vergrößert. Während der R-790 ein reiner Saugmotor war, verfügte der R-975 wie alle J-6-Triebwerke über einen Ladekompressor zur Steigerung der Leistung.
Wright entwickelte den R-975 schrittweise und benutzte an die Bezeichnung angehängte Buchstaben, um die verschiedenen Versionen zu kennzeichnen. Der ursprüngliche R-975 (oder J-6-9) leistete 300 PS (221 kW) während der R-975E aus dem Jahr 1931 durch einen verbesserten Zylinderkopf eine Leistung von 330 PS (243 kW) produzierte.
Später fügte Wright noch numerische Suffixe hinzu, um die abgegebene Leistung zu kennzeichnen. Der R-975E-1, der noch im gleichen Jahr wie der R-975E vorgestellt wurde, leistete aufgrund einer höheren Kompression und einer leicht erhöhten Maximaldrehzahl 365 PS (268 kW).
Eine noch leistungsfähigere Version, der R-975E-3, wurde ebenfalls im gleichen Jahr vorgestellt und immer weiter verbessert. Mit höherem Ladedruck und einer nochmals höheren Maximaldrehzahl erreichte die endgültige Version im Jahr 1935 eine Startleistung von 450 PS (331 kW).

## Einsatzhistorie
Als leistungsstärkster, in Serie gebauter Motor der Whirlwind-Familie, war er auch der erfolgreichste der Baureihe. Er wurde in vielen Flugzeugen der Allgemeinen Luftfahrt wie der Beechcraft Staggerwing und in verschiedenen Linienmaschinen wie der Ford 4-AT-E Trimotor und der Lockheed 10B Electra eingesetzt. Des Weiteren trieb der Motor verschiedene Schulflugzeuge des US-Militärs wie die North American BT-9 und die Vultee BT-15 Valiant der US-Army und die Curtiss-Wright SNC Falcon der US-Navy an. Der Parasite Fighter Curtiss F9C Sparrowhawk wurde ebenfalls von einem R-975 angetrieben.
Russell Norton Boardman und John Louis Polando stellten mit einem Wright J-6 einen Streckenrekord auf, als sie vom 28. bis zum 30. April 1931 mit der Cape Cod, einer Bellanca Special J-300 non-stop in 49 Stunden und 20 Minuten von Floyd Bennett Field auf Long Island nach Istanbul. Bei diesem Flug legten sie eine Strecke von 5.011,8 mi (8.065,7 km) zurück.
Dennoch stand der R-975 in starker Konkurrenz zum R-985 Wasp Junior und zum größeren R-1340 Wasp von Pratt & Whitney, von denen Pratt & Whitney R-985 weit mehr verkaufen konnte als Wright vom R-975. Die Produktion des R-975 wurde 1945 nach über 7000 gebauten Einheiten eingestellt.

### Produktion von Continental Motors
Im Jahr 1939 beauftragte die US-Army, die den Sternmotor Continental R-670 bereits in seinen leichten Panzern einsetzte, Continental Motors, den R-975 in Lizenz für die Verwendung im M2 Medium Tank zu bauen. In der Folge wurde der gleiche Motor für den M3 Lee/Grant, den M4 Sherman den kanadischen Ram, die Selbstfahrlafette M7, den M18 Hellcat und andere gepanzerte Fahrzeuge der Alliierten verwendet. Continentals Version des R-975 für den Einsatz in gepanzerten Fahrzeugen waren der R-975E-C2, der R-975-C1, und der R-975-C4. Im Gegensatz zu den 7.000 von Wright gebauten Einheiten, produzierte Continental über 53.000 R-975-Motoren.
Eingebaut in einem Panzer fehlte dem Motor die Kühlung durch Fahrtwind oder den Luftstrom eines Propellers. Daher wurde ein verkleideter Ventilator montiert, der über die Kurbelwelle angetrieben wurde, um für die gleiche Kühlung zu sorgen.
Nach dem Krieg führte Continental mit dem R9-A seine eigene Version des R-975 ein. Obwohl dieser grundsätzlich baugleich mit anderen R-975-Motoren war und auch die Kompression und das Übersetzungsverhältnis des Ladergetriebes im Vergleich zum R-975E-3 nicht verändert wurden, führten andere Verbesserungen am R9-A zu einer Steigerung der Startleistung auf 525 PS (386 kW), womit er jedes, von Wright gebaute Modell übertraf. Eine militärische Version, der R-975-46 erreichte sogar 550 PS (405 kW) und wurde in den Hubschraubern Piasecki HUP Retriever und H-25 Army Mule eingesetzt. Continental produzierte den R-975 bis in die 1950er Jahre.

### Andere Lizenzbauten
Der Motor wurde auch in Spanien als Hispano-Suiza 9Q und Hispano-Wright 9Q gebaut. Abgesehen vom Einsatz von Hispanos patentiertem Nitritveredelungsprozesses blieb die Konstruktion unverändert. Eine einzige Version, der 9Qdr wurde mit einem Planetengetriebe zur Reduzierung der Propellerdrehzahl ausgerüstet. Des Weiteren wurde der R-975 auch von Fábrica Nacional de Motores in Brasilien in Lizenz gebaut.

## Varianten
J-6-9 (R-975)
300 PS (221 kW) bei 2.000 min−1
R-975-20
300 PS (221 kW) für den Einsatz in Luftschiffen
R-975E
330 PS (243 kW) bei 2.000 min−1; Erhöhte Leistung durch verbesserten Zylinderkopf
R-975E-1
365 PS (268 kW) bei 2.100 min−1 mit höherer Kompression
R-975E-3
420 PS (309 kW) bei 2.200 min−1 bis zu einer Höhe von 1.400 ft (427 m); 450 PS (331 kW) bei 2.250 min−1 beim Start; verbesserte Aufladung; leicht erhöhte Kompression
R-975E-C2
400 PS (294 kW) bei 2.400 min−1; In Lizenz gebaut von Continental Motors zum Einsatz in gepanzerten Fahrzeugen
Continental R9-A
500 PS (368 kW) bei 2.300 min−1 bis 4.000 ft (1.219 m); 525 PS (386 kW) bei 2.300 min−1 für den Start; Verbesserte Nachkriegsversion von Continental
Hispano-Suiza 9Q
Lizenzbau des R-975 J-6 Whirlwind
Hispano-Suiza 9Qa
Lizenzbau des R-975 J-6 Whirlwind
Hispano-Suiza 9Qb
Lizenzbau des R-975 J-6 Whirlwind
Hispano-Suiza 9Qc
Lizenzbau des R-975 J-6 Whirlwind
Hispano-Suiza 9Qd
Lizenzbau des R-975 J-6 Whirlwind
Hispano-Suiza 9Qdr
Lizenzbau des R-975 J-6 Whirlwind

## Verwendung

### Wright J-6-9 und R-975
- ASJA L2
- Beechcraft Staggerwing B17R, C17R und D17R
- Bellanca CH-300 Pacemaker
- Berliner-Joyce OJ-2
- Caribbean Traders Husky III
- Cessna DC-6A Chief
- Curtiss Kingbird
- Curtiss-Wright CW-14 Speedwing Deluxe/Osprey
- Curtiss-Wright CW-22
- Curtiss-Wright SNC-1 Falcon
- de Havilland DH.75B Hawk Moth
- Dewoitine D.31
- Dewoitine D.35
- Douglas RD-1 & C-21/OA-3 Dolphin
- Emsco B-5 Challenger
- Goodyear K-1
- Curtiss F9C Sparrowhawk
- Fokker Universal
- Fokker C-5
- Fokker C-7
- Fokker C.XIV
- Fokker T.VIII-W
- Ford 4-AT-E Trimotor
- Interstate XTD3R
- Ireland N-2B Neptune
- Keystone XOK
- Keystone-Loening K-84 Commuter
- Koolhoven F.K.56
- Lockheed Model 12B Electra Junior
- McDonnell XV-1
- Messerschmitt M18
- Noorduyn Norseman Mk.1
- North American BT-9
- North American NA-57
- North American NA-64 Yale
- Pitcairn PA-19
- Pitcairn-Cierva PCA-2/OP-1
- Pitcairn PA-33 & 34/OP-2
- Ryan B-5 Brougham
- Spartan C4-300
- Stearman Model 6C Cloudboy
- Stinson SM-1F Detroiter
- Timm T-840
- Townsend Thunderbird (als Replik)
- Travel Air B9-4000
- Travel Air 6000B
- Travel Air Type R Mystery Ship
- VL Pyry
- Vultee BT-15 Valiant
- Waco JTO
- Waco JYO
- Waco JWM and JYM Mailplanes

### Continental R-975

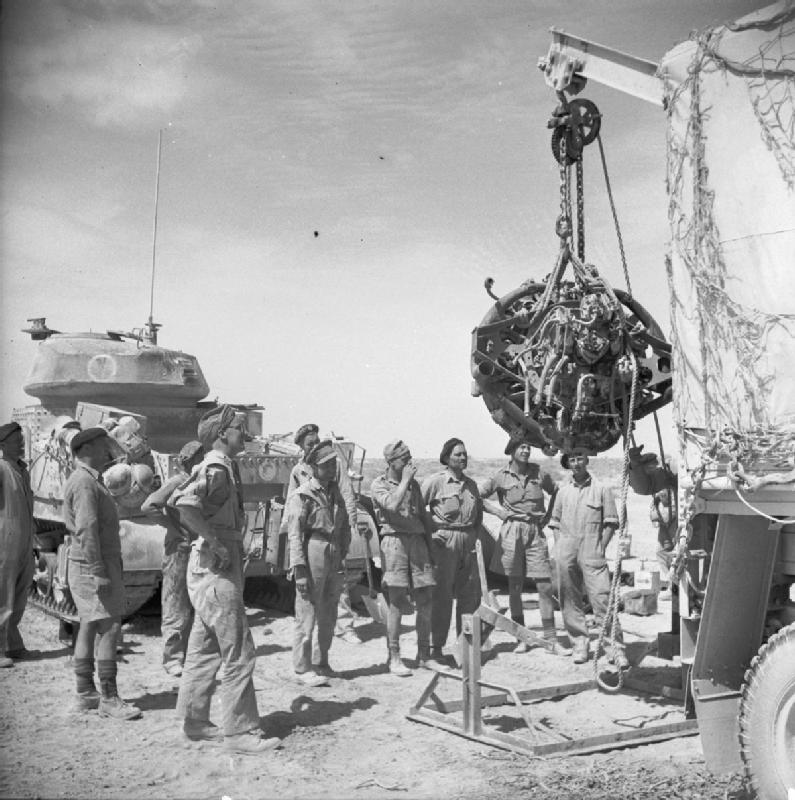
Mechaniker des Royal Army Ordnance Corps bauen einen R-975-Panzermotor aus

- Beech D-18C
- Grizzly I cruiser
- Ram Kangaroo
- Kellett XR-10
- M3 Lee
- M4 Sherman
- M7 Priest
- M18 Hellcat
- M12 GMC
- M40 GMC
- McDonnell XV-1
- Piasecki HUP Retriever
- Ram (Panzer)
- Selbstfahrlafette Sexton
- Sikorsky S-53
- Flugabwehrpanzer Skink

## Ausstellungsstücke
- Wright R-975 im Pima Air & Space Museum in Tucson, Arizona[13]
- Continental R-975 im National Museum of Naval Aviation in der Nähe von Pensacola, Florida[14]